# Пискунов, Дмитрий (футболист, 1962)
Дмитрий Пискунов (род. 1962) — советский и казахстанский футболист, атакующий полузащитник.

## Биография
Впервые в составе «Жетысу» Пискунов появился в сезоне 1982 года. Пять сезонов был ключевым игроком центра поля. В 1987 году вместе с С. Петушковым перешёл в «Целинник», сражавшийся за путевку в 1 лигу, но ни Петушков, ни Пискунов в клубе не остались.
Следующий сезон Пискунов снова провёл в «Жетысу». Несколько раз он уходил в другие клубы. Сыграл в 9 (среднеазиатской) зоне чемпионата 2 лиги. Большая часть карьеры прошла в «Жетысу». Сезоны 1992-93 года уже в чемпионате суверенного Казахстана стали последними в карьере.